# روبن ريد
روبن ريد (بالإنجليزية: Reuben Reid)‏ (26 يوليو 1988 ببرستل في المملكة المتحدة - ) هو لاعب كرة قدم بريطاني في مركز الهجوم. لعب مع أولدهام أثلتيك ونادي برينتفورد ونادي روذرهام يونايتد ونادي والسول ووست بروميتش ألبيون ويوفل تاون ونادي كيدرمينستر هاريرز لكرة القدم ونادي بيتربورو يونايتد ونادي توركي يونايتد ونادي بليموث أرجايل ونادي روتشديل وويكمب وندررز.

## وصلات خارجية
- روبن ريد على موقع قاعدة بيانات كرة القدم.إي يو (الإنجليزية)
- روبن ريد على موقع Soccerbase.com (لاعب) (الإنجليزية)